# Ноћна стража (Тери Прачет)
Ноћна стража (енгл. Night Watch), 29. роман из серије од Дисксвету британског књижевника Тери Прачета. Ово је шести наставак приче о Сему Вајмсу, заповеднику Градске страже Анк Морпорка, који стицајем околности путује 30 година у прошлост и учествује у народном устанку који је оборио крваву тиранију једног од претходних Патриција, тзв. Убилачког кнеза Вајндера.

## Радња
Семјуел Вајмс, заповедник Градске страже Анк Морпорка, највеће метрополе на Дисксвету, очекује порођај своје жене и обележава годишњицу такозване Славне револуције од 25. маја, која је пре 30 година оборила крваву тиранију Убилачког кнеза Вајндера и довела на власт Лудог кнеза Шиздилеја. Малобројни преживели ветерани устанка (међу којима су наредник Колон, каплар Нобс и позорник Реџ из Ноћне страже, као и председница Еснафа шваља, Рози Дајка), сваке године се ките јоргованом и посећују Гробље Малих богова (место где се обично сахрањују атеисти), где полажу цвеће на гроб наредника Џона Кила, Вајмсовог првог ментора у Стражи, и шесторице стражара погинулих у револуцији. Чак и Хавелок Ветинари, садашњи Патрициј, редовно носи јоргован на годишњицу револуције.
Неочекивани заплет почиње исте вечери, када заповедник Вајмс и Карсер, лукави вишеструки убица, током потере и борбе на крову Невиђеног Универзитета заједно упадају у временски процеп и нађу се тридесет година у прошлости. У том времену, Анк-Морпорк је тоталитарна држава под тиранијом немилосрдног кнеза Вајлдера, а млади Сем Вајмс је тек приправник у Ноћној стражи, чији је једини посао да хапси прекршиоце полицијског часа и предаје их свемоћној тајној полицији, такозваним Специјалцима. Заповедник специјалне полиције, углађени и садистички капетан Кадтенађем Љуљ, наредио је заплену свог оружја у граду (на велику радост криминалаца, пошто су тиме разоружани само поштени грађани) и саслушава приведене мерењем црта лица и мучењем, често до смрти - велики део ухапшених нестаје без трага. Рањеног Вајмса најпре спасавају млада проститутка Рози Дајка и доктор Маховинац, једини школовани лекар у Вилајету, сиротињској четврти Анк-Морпорка, а затим га хапси Ноћна стража због прекршаја полицијског часа. У ћелији поред своје Вајмс затиче Карсера, који му признаје да је управо убио Џона Кила, полицајца из Псеудополиса који је управо стигао у град, чиме је направио временски парадокс: у Вајмсовом сећању Кил је нападнут прве вечери у Анк-Морпорку, али је преживео напад, и постао херојски ментор младом Вајмсу - без његовог узора, млади Сем утонуо би у корумпирану полицију оног времена и читава његова будућност, укључујући брак и дете, постала би другачија.
Карсер се из затвора извлачи митом, док Вајмсу неочекивано притиче у помоћ Лу Це, члан реда историјских монаха чији је посао да спречавају временске парадоксе и чувају историју од случајних промена, који се пре 10 дана запослио као чистач у полицији како би дочекао Вајмса. По Лу Це-овом савету, Вајмс успева да убеди старог капетана стражаре у Улици Меласе да је заправо он Џон Кил: тако постаје нови наредник Ноћне страже и ментор млађој верзији самог себе. У улози Џона Кила, Вајмс по сећању покушава да понови историју: убеђује стражаре да коначно почну да врше своју праву дужност - да заштите ненаоружане грађане од терора тајне полиције, и по први пут одбија да преда ухапшене грађане и пушта их на слободу, док се Карсер појављује као новопостављени наредник у тајној полицији, пошто се његова физиономија допала капетану Љуљи. Исте ноћи избијају демонстрације због поскупљења хлеба, које влада растерује јуришем коњице која масакрира голоруки народ. Узнемирени грађани, предвођени од малог броја револуционара (међу којима су Рози Дајка и Реџиналд Ципела, који се залажу за избор новог Патриција, популарног аристократе - кнеза Шиздилеја) излазе на улице и нападају полицијске станице, које су спаљене: поштеђена је само стражара у Улици Меласе, пошто Џон Кил убеђује своје људе да изађу међу народ и хапси неколико припадника тајне полиције, док унајмљује младог Нобија Нобса, уличног џепароша, да му служи као доушник. Сутрадан, влада доводи војску у град, док народ и револуционари, наоружани збрда-здола, подижу барикаде. Џон Кил затвара новопостављеног капетана Страже, кнеза Рђу, и са десетак стражара напада и спаљује штаб тајне полиције, ослободивши страховито измучене преживеле затворенике (Кил убија капетана Љуља, док Карсер са неколико агената налази заштиту код војске), а затим са грађанима из суседства подижу барикаде у својој улици. Док по целом граду бесне уличне борбе, хаос и пљачка, Џон Кил и његова Стража успевају да сачувају мир у свом крају: прилази им маса добровољаца, укључујући и војнике који одбијају да нападну своје суграђане, и они на позив суседа померају барикаде како би заштитили што већи део града. Док обични војници оклевају да нападну своје суграђане, професионални официри и аристократски заповедници ипак наређују напад на барикаде, али га искусни стражари и маса одушевљених грађана одбијају са малим губицима.
За то време, незадовољна аристократија и вође главних еснафа (укључујући и Еснаф убица), уз помоћ страних агената, организују бал на коме кнеза Вајндера јавно убија Хавелок Ветинари, млади студент из Еснафа убица: пола сата касније, градска аристократија и војни заповедници проглашавају новог Патриција, популарног кнеза Шиздилеја. На изненађење завереника, који су намеравали да поставе Џона Кила за капетана Градске страже, нови владар одлучује да задржи највећи део старог режима, укључујући и тајну полицију, и поставља Карсера за капетана Дворске гарде, сматрајући га поузданијим од Кила баш због недостатка моралних принципа. Патрицијево прво наређење Карсеру је да у тајности ликвидира Џона Кила, пошто се обичним наредницима не сме дозволити да подбуњују грађане против власти: револтирана овом неправдом, Ветинаријева тетка, која је била један од организатора државног удара, шаље сестрића да га упозори. Усред опште исцрпљености и олакшања после победе, док народ руши барикаде пошто је проглашена амнестија, Вајмс се уз помоћ Лу Це-а припрема за повратак у своје време (Лу Це ће исценирати његову смрт и оставити тело правог Џона Кила у његовом оклопу), али је изненада нападнут од Карсерових најамника: Вајмс позива своје људе да беже, знајући да Карсер тражи само њега, али тридесетак стражара и грађана (међу којима је и наредник Колон) остају уз њега до краја. Како би разликовали своје од туђих, последњи борци револуције ките своје шлемове јоргованима са оближњег дрвета и подижу малу барикаду.
Захваљујући херојском пожртвовању младог револуционара Реџиналда Ципеле, који без оружја са заставом стаје на барикаду и изазива нападаче да испразне своје самостреле, Вајмс успева да зграби Карсера и врати се са њим кроз димензиони процеп у своје време, где сазнаје да је био одсутан свега пола сата и да се порођај његове жене закомпликовао. У очајању, Вајмс тражи помоћ од старог доктора Маховинца, лекара Еснафа шваља, који га одмах препознаје као Џона Кила, али успешно порађа леди Сибилу, која рађа сина, малог Сема. Сутрадан, пошто је поклонио доктору Маховинцу 100.000 долара и палату у граду, Вајмс одлази на гроб Џона Кила, где затиче Карцера и после кратке борбе успева да га ухапси; на гробљу неочекивано затиче и кнеза Ветинарија, који му објашњава како се завршила борба пре 30 година: после нестанка вође, Карцерови најамници су изгубили храброст, док су се устаници, видећи мртвог Џона Кила, борили као лавови - и сам Ветинари, који је покушао да спасе Кила по наређењу своје тетке, борио се на њиховој страни и убио четворицу. Ветинари признаје да му је Килова смрт била сумњива - Килов леш је био необично хладан, и изгледао као да је мртав већ дуже време, али обећава Вајмсу да ће чувати његову тајну. Као награду за све досадашње заслуге, Ветинари нуди Вајмсу споменик за Џона Кила и обнову старе полицијске станице у Улици Меласе, која је изгорела у нападу змаја (у роману Стража! Стража!).